# Lijst van schepen van de United States Navy (U)
Deze lijst geeft een overzicht van schepen die ooit in dienst zijn geweest bij de United States Navy waarvan de naam begint met een U.

## U
- USS U-111
- USS U-117
- USS U-140
- USS U-2513
- USS U-3008
- USS UB-148
- USS UB-88
- USS UC-97
- USS U. S. Grant (1871, 1907)
- USS Uhlmann (DD-687)
- USS Ukiah (PC-1251)
- USS Ulitka Bay (CVE-91)
- USS Ulua (SS-428)
- USS Ulvert M. Moore (DE-442)
- USS Ulysses (1914)
- USS Ulysses S. Grant (SSBN-631)
- USS Umpqua (1865, ATA-209)
- USS Unadilla (1861, YT-4, ATA-182)
- USS Unalga (1912)
- USS Uncas (1843, 1893, 1917, YT-242)
- USS Undaunted (SP-1950, ATR-126)
- USS Underhill (DE-682)
- USS Underwood (FFG-36)
- USS Underwriter (1861, SP-1390)
- USS Undine (1863, 1893)
- USS Unicoi (IX-216)
- USS Unicorn (SS-429, SS-436)
- USS Unimak (AVP-31, later WHEC-379)
- USS Union (1842, 1846, 1861, AKA-106)
- USS Union Victory (AF-64)
- USS Uniontown (PF-65)
- USS Unit (1862)
- USS United States (1797, CC-6, CVA-58, CVN-75)
- USS Upham (APD-99)
- USS Upshur (DD-144, T-AP-198)
- USS Uranus (AF-14)
- USS Urdaneta (1883)
- USS Urgent (ARS-38)
- USS Usage (AM-130)
- USS Utah (BB-31)
- USS Ute (ATF-76)
- USS Utina (ATF-163)
- USS Utowana (SP-951)
- USS Uvalde (AKA-88)

A · B · C · D · E · F · G · H · I · J · K · L · M · N · O · P · Q · R · S · T · U · V · W · X · Y · Z